# Клайв Дімер
Клайв Дімер (англ. Clive Deamer) — англійський барабанщик і перкусіоніст, барабанщик джазового гурту Get the Blessing з 2000 року. Він працював з Radiohead, Portishead, Джеффом Беком, Елісон Моєт, Сюсі Сю, Roni Size, Hawkwind, Робертом Плантом і Reprazent.

## Біографія
Дімер був барабанщиком Hawkwind з 1983 по 1985 рік. Лідер гурту Дейв Брок пізніше сказав, що Дімер був «занадто професійним», і його замінив Денні Томпсон-молодший. Дімер був барабанщиком ритм-енд-блюзової групи Big Town Playboys і з'явився на альбомах, включаючи Crazy Legs (1993) з Джеффом Беком.

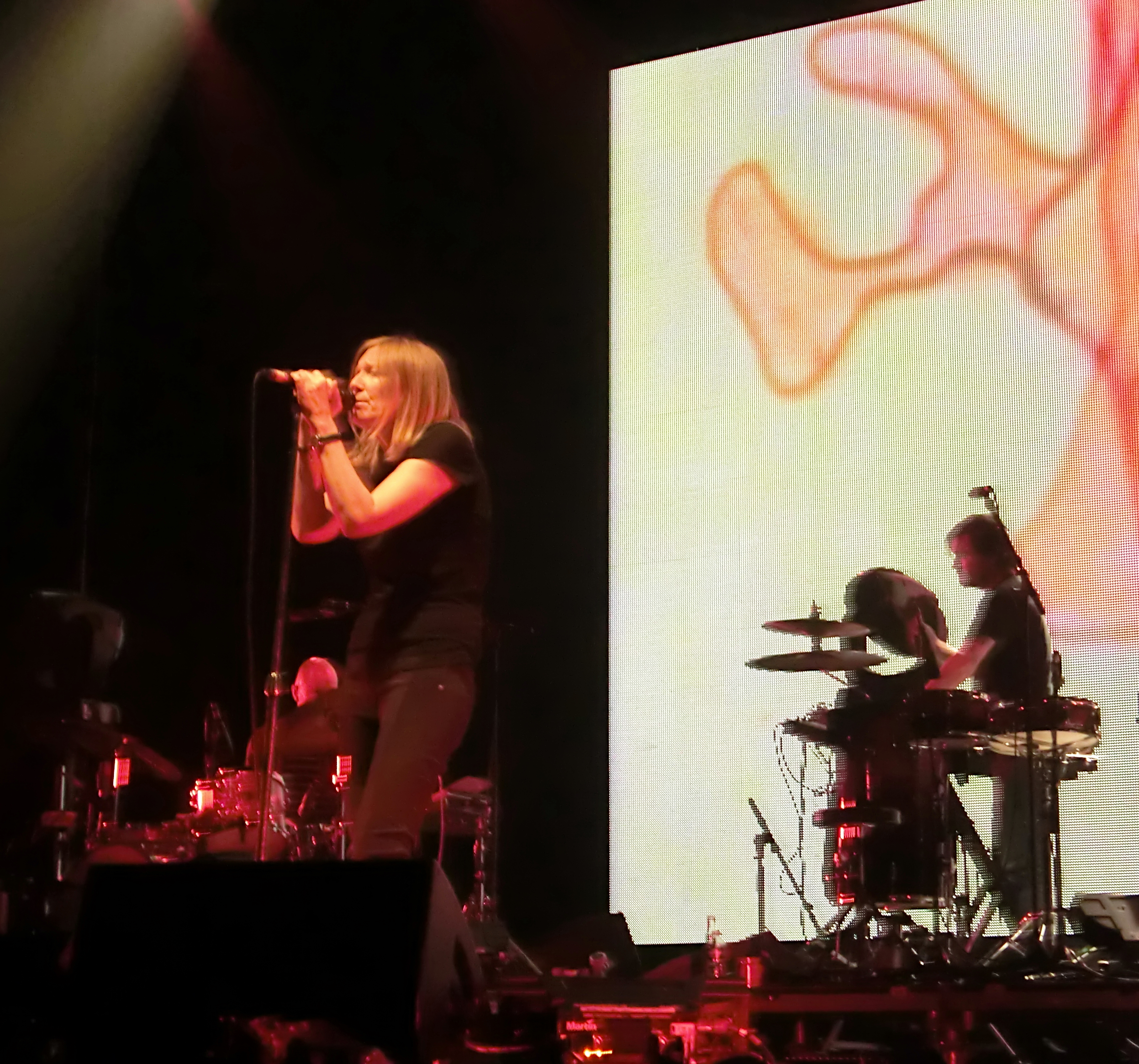
Дімер (на барабанах) з Portishead, 2013.

Дімер грав у Portishead з 1994 року, граючи на альбомах Dummy (1994), Portishead (1997), Roseland NYC Live (1998) і Third (2008). У 1997 році він з'явився на New Forms — альбомі Roni Size & Reprazent, який отримав Mercury Music Prize.
У 2000 році Дімер заснував джазовий гурт Get the Blessing з Джимом Барром (бас), Джейком Макмерчі (саксофон) та Пітом Джаджем (труба) у Бристолі. З 2001 по 2007 рік Дімер був учасником бек-вокальної групи Роберта Планта. Вперше він зустрівся з Плантом на весіллі дочки співака в 1991 році, коли Дімер грав з Big Town Playboys. Він з'явився на альбомах Планта Dreamland (2002) і Mighty ReArranger (2005).
Дімер працював з французьким співаком Дам'єном Саєзом над альбомами God Blesse / Katagena (2002), Debbie (2004) та Paris (2008). Він брав участь у проєкті Саєза Yellow Tricycle для альбому To Lovers Prayer (2009). У 2007 році він записався з Сюсі Сю на її альбомі Mantaray.
З 2011 року Дімер гастролює з рок-гуртом Radiohead як другий барабанщик. Описуючи їхній тур 2012 року на підтримку альбому The King of Limbs, барабанщик Radiohead Філіп Селвей сказав: «Один [з нас] грав у традиційній манері, інший — майже імітував драм-машину. Це було штовхання і тяганина, як у дитячих іграх, дуже цікаво». Дімер з'явився на подвійному синглі Radiohead 2011 року The Daily Mail / Staircase]], а також зіграв на додаткових барабанах на їхньому альбомі 2016 року A Moon Shaped Pool. 2014 року Дімер співпрацював з Джонні та Коліном Ґрінвудом з Radiohead над треком «Under The Paving-Stones, the Beach!», що увійшов до саундтреку фільму Вроджена вада.

## Дискографія
| Рік  | Виконавець                                            | Назва                                       | Деталі                                                 | Примітки |
| ---- | ----------------------------------------------------- | ------------------------------------------- | ------------------------------------------------------ | -------- |
| 1983 | Кевін Браун                                           | Road Dreams                                 | drums                                                  | [ 22 ]   |
| 1983 | The Glee Club                                         | Let My People Twist!                        | drums                                                  | [ 23 ]   |
| 1989 | Чемпіон Джек Дюпрі з The Big Town Playboys            | Live At Burnley                             | drums                                                  | [ 24 ]   |
| 1990 | Кевін Браун                                           | Rust                                        | барабани на чотирьох треках                            | [ 25 ]   |
| 1990 | Big Town Playboys                                     | Now Appearing                               | барабани                                               | [ 26 ]   |
| 1992 | Headmaster                                            | The Kids Said Rock                          | барабани                                               | [ 27 ]   |
| 1993 | Кевін Браун                                           | Time Marches On                             | барабани                                               | [ 28 ]   |
| 1993 | Джефф Бек і The Big Town Playboys                     | Crazy Legs                                  | барабани та бек-вокал                                  | [ 4 ]    |
| 1994 | Джон Готтінг                                          | A Month Of Sundays + The Best Of Johnny G   | барабани на чотирьох треках                            | [ 29 ]   |
| 1994 | Andy Davis Band                                       | Andy Davis Band                             | барабани та вокал                                      | [ 30 ]   |
| 1994 | Portishead                                            | Dummy                                       | барабани                                               | [ 31 ]   |
| 1996 | Roni Size / Reprazent                                 | Reasons For Sharing                         | барабани                                               | [ 32 ]   |
| 1997 | Roni Size / Reprazent                                 | New Forms                                   | барабани                                               | [ 7 ]    |
| 1997 | Portishead                                            | Portishead                                  | барабани на чотирьох треках                            | [ 33 ]   |
| 1998 | Portishead                                            | Roseland NYC Live                           | барабани на всіх треках, крім двох; перкусія на одному | [ 34 ]   |
| 1998 | Доктор Джон                                           | Anutha Zone                                 | барабани на двох треках                                | [ 35 ]   |
| 1998 | The Insects і Річард Грассбі-Льюїс з Джоном Хасселлом | Love And Death On Long Island soundtrack    | барабани                                               | [ 36 ]   |
| 1998 | Девід Фергюсон                                        | The View From Now                           | перкусія                                               | [ 37 ]   |
| 1999 | Day One                                               | Waiting For A Break                         | барабани на двох треках                                | [ 38 ]   |
| 1999 | Емільяна Торріні                                      | Love in the Time of Science                 | барабани на двох треках                                | [ 39 ]   |
| 1999 | Том Джонс                                             | Reload                                      | барабани та литаври на одному треку з Portishead       | [ 40 ]   |
| 2000 | Goldfrapp                                             | Felt Mountain                               | барабани на двох треках                                | [ 41 ]   |
| 2000 | Марк Спрінгер                                         | Nature/Music/Food/The Stars And The Planets | перкусія на трьох треках                               | [ 42 ]   |
| 2000 | Day One                                               | Ordinary Man                                | барабани на трьох треках                               | [ 43 ]   |
| 2001 | Бет Гірш                                              | Titles & Idols                              | drums on one track                                     | [ 44 ]   |
| 2002 | Бет Гіббонс & Rustin Man                              | Out Of Season                               | барабани на трьох треках                               | [ 45 ]   |
| 2002 | Елісон Моєт                                           | Hometime                                    | барабани на одному треку                               | [ 46 ]   |
| 2002 | Бакстер Дьюрі                                         | Len Parrot's Memorial Lift                  | барабани на одному треку                               | [ 47 ]   |
| 2012 | Radiohead                                             | The Daily Mail / Staircase                  | барабани і перкусія                                    | [ 48 ]   |
| 2016 | Radiohead                                             | A Moon Shaped Pool                          | додаткові барабани на «Ful Stop»                       | [ 20 ]   |